# Lyndon Station
Lyndon Station – wieś w Stanach Zjednoczonych, w stanie Wisconsin, w hrabstwie Juneau.